# شهرستان جفرسون (ویسکانسین)
شهرستان جفرسون، ویسکانسین (به انگلیسی: Jefferson County, Wisconsin) یک سکونتگاه مسکونی در ایالات متحده آمریکا است که در ویسکانسین واقع شده‌است.

## خصوصیات
شهرستان جفرسون ۱٬۵۰۹٫۹۷ کیلومترمربع مساحت دارد.